# Summer Grand Prix di salto con gli sci 1997
Il Summer Grand Prix di salto con gli sci 1997 è stata la quarta edizione della manifestazione organizzata dalla Federazione Internazionale Sci.
La stagione è iniziata il 14 agosto a Courchevel, in Francia, e si è conclusa il 31 agosto a Stams, in Austria. 

## Uomini

### Risultati
| Data      | Località     | Nazione  | Trampolino              | Spec. | Primo             | Secondo          | Terzo             |
| --------- | ------------ | -------- | ----------------------- | ----- | ----------------- | ---------------- | ----------------- |
| 14 agosto | Courchevel   | Francia  | Tremplin du Praz K120   | LH    | Masahiko Harada   | Espen Bredesen   | Takanobu Okabe    |
| 17 agosto | Trondheim    | Norvegia | Granåsen K120           | LH    | Takanobu Okabe    | Espen Bredesen   | Ville Kantee      |
| 24 agosto | Hinterzarten | Germania | Rothaus-Schanze K90     | NH    | Masahiko Harada   | Martin Höllwarth | Hideharu Miyahira |
| 27 agosto | Predazzo     | Italia   | Trampolino dal Ben K120 | LH    | Hideharu Miyahira | Nicolas Dessum   | Sturle Holseter   |
| 31 agosto | Stams        | Austria  | Brunnentalschanze K105  | NH    | Espen Bredesen    | Martin Höllwarth | Stefan Horngacher |

Legenda:

LH = trampolino grande

NH = trampolino normale

### Classifiche

#### Generale
| Pos. | Nome             | Nazione  | Punti |
| ---- | ---------------- | -------- | ----- |
| 1    | Masahiko Harada  | Giappone | 310   |
| 2    | Espen Bredesen   | Norvegia | 274   |
| 3    | Martin Höllwarth | Austria  | 246   |
| 4    | Takanobu Okabe   | Giappone | 227   |
| 5    | Kazuyoshi Funaki | Giappone | 888.3 |